# 埃文·格里斯
埃文·格里斯（英語：Evan Grills，1992年6月13日—）是出身於加拿大安大略省惠特比的職業棒球選手，守備位置為投手，2021年起來台效力於中華職棒中信兄弟。

## 經歷
- 加拿大郡際棒球聯盟Oshawa Dodgers（2007年－2009年）
- 美國職棒休士頓太空人（小聯盟，2010年－2016年）
- 波多黎各棒球聯盟Cangrejeros de Santurce（2016年）
- 美國職棒科羅拉多落磯（小聯盟，2018年－2019年）
- 美國職棒獨立聯盟Winnipeg Goldeyes（2020年）
- 中華職棒中信兄弟（2021年－2021年10月15日）

## 職棒生涯成績

### 中華職棒
| 年度 | 球隊     | 出賽 | 先發 | 勝投 | 敗投 | 中繼 | 救援 | 完投 | 完封 | 三振 | 四壞 | 責失 | 投球局數 | 自責分率 | 被上壘率 |
| ---- | -------- | ---- | ---- | ---- | ---- | ---- | ---- | ---- | ---- | ---- | ---- | ---- | -------- | -------- | -------- |
| 2021 | 中信兄弟 | 3    | 3    | 1    | 1    | 0    | 0    | 0    | 0    | 12   | 6    | 11   | 17       | 5.82     | 1.35     |
| 合計 | 1年      | 3    | 3    | 1    | 1    | 0    | 0    | 0    | 0    | 12   | 6    | 11   | 17       | 5.82     | 1.35     |

## 外部連結
- 埃文·格里斯在美國職棒官網（英语）
- 埃文·格里斯在中華職棒官網
- 埃文·格里斯在Baseball-Reference.com（小聯盟以及海外聯盟）（英语）